# 浙南閩語
浙南閩語（白話字：Chiat-lâm-bân-gír），又称闽南语浙东南片，当地人称北港话、北港福建话，泰顺等地称平阳话，主要分布于温州市南部的苍南县南港（横阳支江）流域和平阳县北港（鳌江干流）流域，是閩南語的一支，使用的浙南人口在110万左右。《中國語言地圖集》則分在閩語閩南片浙东南小片之下。

## 分布
浙南闽语的主要分布区域在苍南县和平阳县西南部、泰顺县东南角，龙港市西南方，包括灵溪、马站、矾山、桥墩、麻步、腾蛟、水头、彭溪、海西、云岩等地。浙南闽语是苍南县使用最广的方言，苍南县城所在的灵溪就使用浙南闽语，县内的方言广播也是使用浙南闽语，使用人口可以超过县人口一半。:9-16向北从温州沿海的洞头岛、半屏岛、北麂岛、南麂岛，到台州玉环的坎门、温岭的石塘，再到舟山群岛个别渔民定居地，都有闽语的分布。:122
浙南闽語向南扩散至福建省东北部的宁德地区。1998年，宁德地区约有21万多人讲浙南闽语（闽南语）。浙南闽语是宁德地区的第二大方言。宁德市蕉城区飞鸾镇的碗窑村和礁头村（共3000多人）讲浙南闽语；霞浦县的三沙镇和水门、牙城两个乡镇的部分村庄，以及下浒、州洋、长春等乡镇的少数村庄（共约7万多人）讲浙南闽语；福鼎市的沙埕、前岐、店下、白琳、点头、贯岭、嵛山、叠石等乡镇的部分村庄（共13万多人）也讲浙南闽语；还有柘荣县的乍洋乡和东源乡的少数村庄（约500多人）讲浙南闽语。
除浙南和闽东之外，也有部分浙南闽语人群继续北上。例如，江苏宜兴的闽南语方言岛就有部分居民是从平阳县北上定居。:123杭州市西湖区留下街道下镇小和山周围也有浙南闽语分布，主要是太平天国时期从平阳水头迁移至此，分布区域包括屏峰村、石马村、龙坞村等。邻近浙江苍南的福建福鼎市也有部分边境地带通行浙南闽语。

## 历史
闽南地区、莆田等地的移民（多半务农）到了浙南，發展出浙南布袋戲和浙南漁鼓等闽南文化。
浙南閩語與閩南地區語言已有些差異，但相同還是多過差異，詞彙大致相通，語音與泉州話相近；1955年大陳島撤退，部分操浙南閩南語的居民移民臺灣。
數學家蘇步青與楊忠道、藝人柯受良、陳美鳳與狄鶯的母語就是浙南闽语。

## 音系
灵溪方言有15个声母、49个韵母和5个声调。

### 声母
| /p/ 邊          | /pʰ/ 皮           | /b/（/m/） 門 |                    |
| /t/ 地          | /tʰ/ 他           | /l/（/n/） 柳 |                    |
| /ts/（/tɕ/） 主 | /tsʰ/（/tɕʰ/） 此 | /s/（/ɕ/） 時 | /z/（/ʑ/、/ȵ/） 如 |
| /k/ 求          | /kʰ/ 可           | /g/（/ŋ/） 語 | /h/（/x/） 喜      |
| （零聲母） 英   |                   |               |                    |

括號內為音位變體：
1. /b/、/l/、/z/、/g/與鼻化韻拼讀後，分別變為/m/、/n/、/ȵ/、/ŋ/；
2. /ts/、/tsʰ/、/s/、/z/與齊齒呼韻母拼讀後，分別變為/tɕ/、/tɕʰ/、/ɕ/、/ʑ/；
3. /h/在與/i/、/u/及i、u開頭的韻母拼讀後，變化為/x/。

### 韵母
|       | i 知   | u 夫   |
| e 茶  | ie 急  | ue 雞  |
| a 拉  | ia 車  | ua 瓜  |
| ɔ 祖  | iɔ 菊  |        |
| o 保  |        |        |
| ɰ 慈  |        |        |
| ə 過  |        |        |
| ɐ 北  |        | uɐ 決  |
|       | iu 球  |        |
|       |        | ui 規  |
| əu 口 | ieu 趙 |        |
| ai 該 |        | uai 乖 |
| au 交 | iau 表 |        |
| an 單 | ian 展 | uan 關 |
| aŋ 江 | iaŋ 漳 | uaŋ 風 |
| əŋ 根 | in 新  | un 溫  |
|       | iŋ 命  |        |
| ɔŋ 公 | iɔŋ 恭 |        |
|       | ĩ 天   | ũ 奴   |
|       |        | ũĩ 間  |
| ã 馬  | ĩã 聽  | ũã 半  |
| ɔ̃ 毛  |        |        |
| ə̃ 敢  |        |        |
| ãĩ 買 |        |        |
| ə̃ũ 矛 | ĩũ 羊  |        |
|       | ĩãũ 貓 |        |
| m̩ 梅  | ŋ̍ 黃   |        |

### 声调
灵溪方言没有入声，原入声已分别并入阳平和阴上两调。
| 標號 | 1       | 2       | 3       | 4       | 5       |
| ---- | ------- | ------- | ------- | ------- | ------- |
| 調類 | 陰平    | 陽平    | 陰上    | 陽上    | 去聲    |
| 音值 | ˦˦ (44) | ˨˦ (24) | ˥˧ (53) | ˧˩ (31) | ˩˩ (11) |
| 例字 | 诗      | 时      | 使      | 是      | 世      |

### 连读变调
连读变调，即两个音节连读的时候，前字的声调受后字声调的影响而发生变化。
灵溪方言连读变调规律如下：
- 阴平调与任意声调连读时，变为阳上。
- 阳平调与任意声调连读时，变为去声。
- 阴上调与阴平、阳平、阴上连读时，变为中平调（33）；与阳上、去声连读时，变为阳平。
- 阳上调与任意声调连读时，变为去声。
- 古音为清去的去声调与阴平、阴上连读时，变为阳上调（但古为浊去则不变调）；与阳平、阳上、去声连读时，变为阴上。